# Фридрих III (ландграф Гессен-Гомбурга)
Фридрих III Яков Гессен-Гомбургский (нем. Friedrich III. Jacob von Hessen-Homburg; 19 мая 1673, Кёльн — 8 июня 1746, Хертогенбос) — ландграф Гессен-Гомбургский.

## Биография
Фридрих Яков — второй ребёнок в семье ландграфа Фридриха II Гессен-Гомбургского и его супруги Луизы Елизаветы Курляндской, дочери герцога Якова Кетлера. При славившемся культурой и прогрессивностью берлинском дворе, где отец Фридриха служил командующим бранденбургскими войсками, сын получил основательное образование.
После конфирмации в 1687 году Фридрих поступил в рыцарскую академию в Вольфенбюттеле, а затем поступил на службу в вюртембергский кавалерийский полк. В 1690 году он стал ротмистром в нидерландской армии, в 1692 году — полковником Гронингенского кавалерийского полка. Фридрих продолжал подниматься по лестнице военной карьеры: в 1701 году — бригадный генерал, в 1704 году — генерал-майор, а после битвы при Гохштедте 13 августа 1704 год — генерал-лейтенант. Фридрих служил в нидерландской армии вплоть до заключения Утрехтского мира, а затем поселился в Гомбурге.
Служа Нидерландам, Фридрих III не имел возможности заботиться о своей резиденции. Тем не менее, заслуживает упоминания гомбургский сиротский дом, основанный в 1721 году, сохранившийся поныне под именем «Ландграфский фонд». Архив фонда был передан в августе 2010 году в городской архив Бад-Хомбурга.
Долги Гессен-Гомбурга возрастали, и в Гомбург прибыла имперская комиссия, а Фридрих был вынужден вновь отправиться на службу в Нидерланды в 1738 году. Он был назначен губернатором бельгийского Турне, затем Бреды. В 1742 году Фридрих получил звание генерала кавалерии и умер в 1746 году, находясь на посту губернатора Хертогенбоса. Фридрих III был похоронен в усыпальнице Гомбургского дворца. Ни один из детей Фридриха III не пережил его, и в Гессен-Гомбурге ему наследовал сын его младшего брата Казимира Вильгельма Фридрих IV.

## Потомки
Фридрих III был женат дважды. В 1700 году он женился на Елизавете Доротее Гессен-Дармштадтской, с которой у него родилось семеро детей. В 1728 году он заключил второй брак с Кристианой Шарлоттой Нассау-Отвейлерской, вдовой графа Карла Людвига Нассау-Саарбрюккенского.
Дети от первого брака:
- Фридрих Вильгельм (1702—1703)
- Людвиг Иоганн Вильгельм Груно (1705—1745), генерал-фельдмаршал русской армии, женат на княжне Анастасии Трубецкой
- Иоганн Карл (1706—1728)
- Фридерика Доротея (1701—1704)
- Луиза Вильгельмина (1703—1704)
- Эрнестина Луиза (1707)
- Фридрих (1721)